# Điệu thức Mixolydia
Âm giai Mixolydia là âm giai được xây dựng bằng cách hạ thấp bậc VII của âm giai Trưởng tự nhiên xuống 1/2 cung và giữ nguyên các bậc khác.
Âm giai Trưởng và âm giai Thứ khác nhau chủ yếu ở bậc III. Do được xây dựng từ âm giai Trưởng và bậc III không đổi nên âm giai Mixolidian về căn bản mang tính chất Trưởng.